# Выборочная рубка

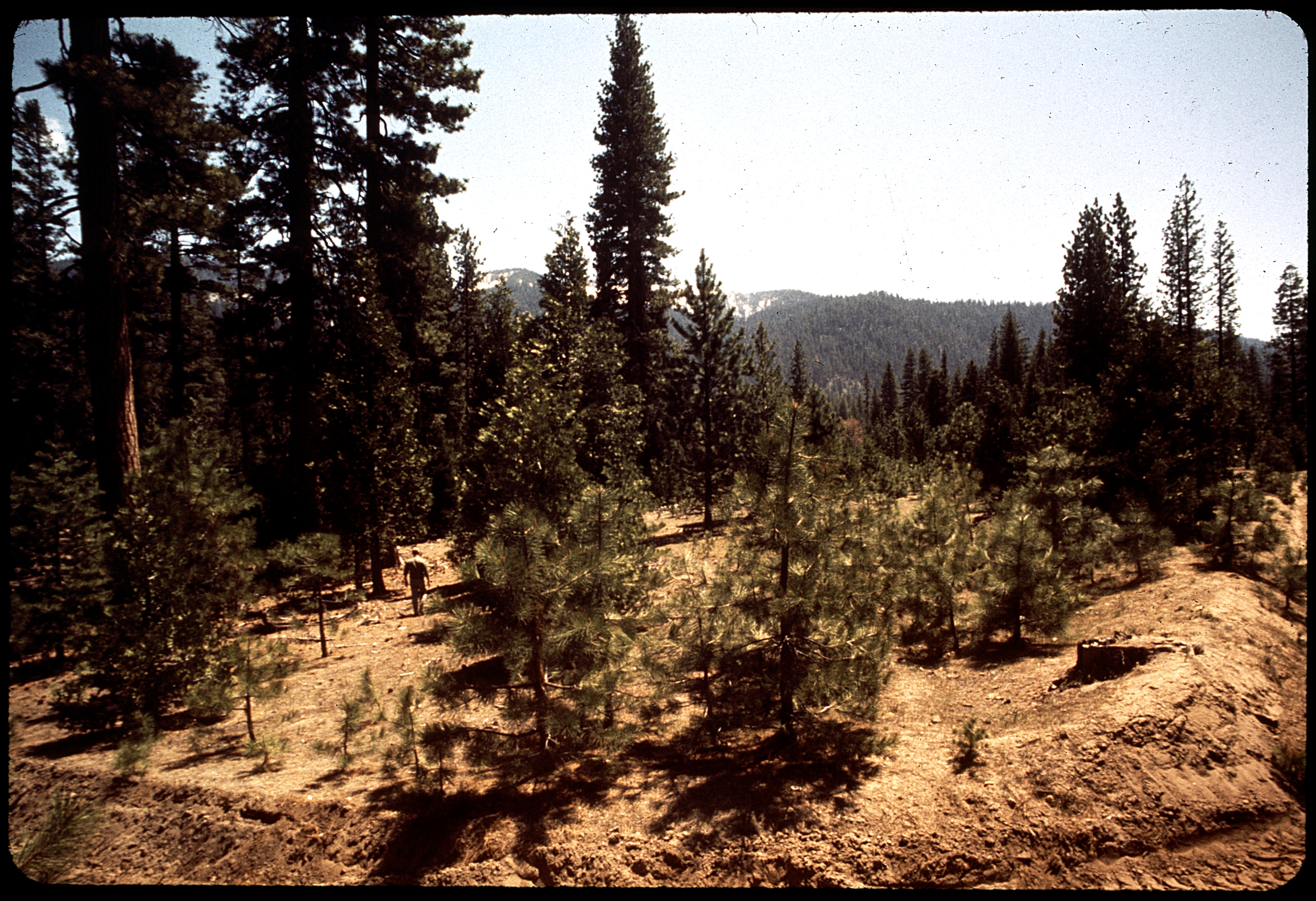
Типичная выборочная рубка

Вы́борочная ру́бка — рубка в лесных массивах отдельных деревьев с целью заготовки зрелой древесины (для недопущения их перестоя) или удаления ослабленных, старых или повреждённых деревьев для оздоровления лесной делянки. Целью выборочной рубки может быть также корректировка видов и пород деревьев, произрастающих в лесу, улучшение освещённости для отдельных деревьев или групп деревьев.
При выборе деревьев, подлежащих выборочной рубке, в Северной Америке используется так называемый DBq method. Он учитывает диаметр ствола дерева и другие параметры. Как правило, это означает, что рубят наиболее толстые стволы, а остальным деревьям дают подрасти ещё несколько лет или десятилетий.
Применяется также и схема рубки деревьев, известная под названием Shelterwood cutting. При ней в любой момент времени часть деревьев остаётся на лесной делянке, часть находится в стадии роста, часть высаживается / высевается. Таким образом, экосистема леса нарушается минимально, земля не остаётся голой.
Выборочные рубки подразделяются на 3 вида:
- Приисковая рубка — это рубка первичных деревьев интенсивностью не более 10 % от общего запаса, проводится для заготовки специальных сортиментов.
- Подневольно выборочная рубка — это рубка только деловой древесины ценных пород определённого диаметра интенсивностью 10-60 %.Повторяемость рубки 30-40 лет.
- Добровольно-выборочная рубка — это рубка при которой вырубают в первую очередь перестойные деревья и деревья с замедленным ростом, а также фаутные деревья (больные и поврежденные).